# Шультц Йёргенсен, Пер
Пер Шультц Йёргенсен (дат. Per Schultz Jørgensen; 7 февраля 1933, Коллинг — 5 декабря 2022, Гентофте) — датский социальный психолог, исследователь детства и защитник прав ребёнка.
Сын школьного учителя Фровина Йёргенсена (1902—1994), участника Датского Сопротивления, арестованного в 1943 году и проведшего два года в концентрационном лагере Заксенхаузен; опыт ожидания отца и ухода за ним, глубоко больным после концлагеря, но не сломленным, оказал на Йёргенсена определяющее воздействие.
Получил педагогическое образование, служил военным моряком в Гренландии. В 1968 году получил диплом психолога, в 1983 году защитил докторскую диссертацию. В 1971—1981 гг. преподавал в Копенгагенском университете, в 1981—1991 гг. вёл научную работу в Институте социальных исследований, с 1991 г. профессор социальной психологии в Датском учительском университете в Копенгагене (с 2007 г. в составе Орхусского университета).
В 1994 году был среди первых членов созданного в Дании Детского совета — консультативного органа при правительстве, призванного обеспечивать соблюдение в Дании Конвенции о правах ребёнка; в 1998—2001 гг. председатель совета. В 2011 г. входил в Комиссию по ценностям (дат. Værdikommissionen) — совещательный орган, сформированный министром культуры Пером Стигом Меллером для обсуждения меняющихся ценностных ориентиров датского общества. Делом жизни Шультца Йёргенсена была борьба за запрет в Дании родительских телесных наказаний, увенчавшаяся успехом в 1997 году.
Автор учебника «Социальная психология: Введение» (дат. Socialpsykologi: en introduktion; совместно с Рольфом Кушелем, 2003, третье издание 2016), ряда научных статей; среди составленных им сборников — том «Социальное измерение в педагогике» (дат. Den sociale dimension i pædagogikken; 2001). Шультцу Йёргенсену принадлежит серия популярных книг о воспитании детей: «Укрепите характер своего ребёнка» (дат. Styrk dit barns karakter; 2014), «Мост к другому человеку» (дат. Broen til det andet menneske; 2016), «Устойчивые дети» (дат. Robuste børn; 2017) — эти издания ясно и доступно излагают теоретические основы и содержат конкретные практические рекомендации. Кроме того, Шультц Йёргенсен написал книгу воспоминаний «Поворотные пункты» (дат. Vendepunkter; 2020) и краеведческую книгу «Орё — остров с ручьём» (дат. Årø — øen med åen; 2012), описывающую прошлое и настоящее небольшого островка Орё, на котором с давних пор жил автор и его семья, и частично основанную на книге его отца Фровина Йёргенсена «Истории острова Орё» (дат. Årø-fortællinger; 1986).
Лауреат датской премии для защитников прав детей имени Петера Саброэ (2001), первый обладатель премии датского отделения ЮНИСЕФ (2015).
Умер от рака лёгких. Сын, Крестен Шультц Йёргенсен (род. 1964) — редактор, пиарщик, публицист.